# Osiek (powiat płocki)
Osiek – wieś sołecka w Polsce położona w województwie mazowieckim, w powiecie płockim, w gminie Bulkowo.
| SIMC    | Nazwa | Rodzaj |
| ------- | ----- | ------ |
| 0561595 | Osiek | osada  |

W latach 1975–1998 miejscowość należała administracyjnie do województwa płockiego.